# Maesiella dominguezi
Maesiella dominguezi is een slakkensoort uit de familie van de Pseudomelatomidae. De wetenschappelijke naam van de soort is voor het eerst geldig gepubliceerd in 1983 door J. & W. Gibson-Smith.